# 仲棐
仲棐（1466年—？年），字與成，直隸揚州府高郵州寶應縣人，醫籍，明朝政治人物。

## 生平
順天府鄉試第二十五名舉人。成化二十三年（1487年）中式丁未科二甲第六十一名進士，曾任禮部主事。

## 家族
曾祖仲恭；祖父仲旺；父仲蘭，通政使司右通政。母楊氏（封宜人）。